# Neckeropsis moutieri
Neckeropsis moutieri là một loài Rêu trong họ Neckeraceae. Loài này được (Broth. & Paris) M. Fleisch. miêu tả khoa học đầu tiên năm 1908.